# Staatliche Universität Südkasachstan
Die Staatliche Muchtar-Äuesow-Universität Südkasachstan (kasachisch М. О. Әуезов атындағы Оңтүстік Қазақстан мемлекеттік университеті, russisch Южно-Казахстанский государственный университет имени М. О. Ауэзова) ist eine Universität im kasachischen Schymkent.

## Geschichte
Die Gründung der Hochschule geht zurück auf einen Beschluss des Rates der Volkskommissare der Sowjetunion, mit dem am 19. Juni 1943 das Technologische Institut für Baustoffe gegründet wurde. Anlass dafür war der Fachkräftemangel, der durch die Evakuierung vieler Industrieunternehmen aus dem europäischen Teil Russlands nach Zentralasien verursacht wurde. Im ersten akademischen Lehrjahr besuchten 150 Studenten das Institut, das über zwei Fakultäten verfügte. Unterrichtet wurden diese von 18 Lehrern, darunter Experten des Volkskommissariats für die Baumaterialienindustrie.
1957 wurde das Institut in Kasachisches Technologisches Institut umbenannt. Seit 1964 trug es den Namen Kasachisches Institut für chemische Technologie. Im März 1998 wurde die Einrichtung in den Status einer Universität erhoben und hieß ab diesem Zeitpunkt Technische Universität Südkasachstan. Im selben Jahr erfolgte der Zusammenschluss der Universität mit der Humanitären Universität, die 1968 gegründet wurde. Seitdem trägt die Universität den Namen Staatliche Muchtar-Äuesow-Universität Südkasachstan, benannt nach dem kasachischen Schriftsteller Muchtar Äuesow.

## Fakultäten
Die Universität umfasst folgende Abteilungen:
- Fakultät für Bauwesen und Verkehr
- Fakultät für Mechanik, Öl und Gas
- Fakultät für Bildung und Kultur
- Fakultät für Rechtswissenschaften und Internationale Beziehungen
- Fakultät für Philologie
- Fakultät für Körperkultur und Sport
- Fakultät für Arbeit mit ausländischen Studenten und voruniversitäre Ausbildung
- Institut für Fernunterricht
- Agrarwissenschaftliche Graduiertenschule
- Graduiertenschule für Informationstechnologie und Energie
- Graduiertenschule für Textil- und Lebensmitteltechnik
- Graduiertenschule für Chemieingenieurwesen und Biotechnologie
- Graduiertenschule für Management und Business
- Naturwissenschaftlich-pädagogische Graduiertenschule